# 11 januari
11 januari is de 11de dag van het jaar in de gregoriaanse kalender. Hierna volgen nog 354 dagen (355 dagen in een schrikkeljaar) tot het einde van het jaar.

## Gebeurtenissen
- Algemeen
  - 1568 - Balthasar van Nassau-Idstein wordt opgevolgd door zijn zoon Johan Lodewijk I, onder regentschap van Johan III van Nassau-Saarbrücken.
  - 1693 - Aardbeving op Sicilië met een sterkte van 7,4 op de schaal van Richter.
  - 1908 - Het Nationaal Park Grand Canyon wordt als nationaal monument ingesteld.
  - 2011 - Na overvloedige regenval komen meer dan 500 mensen om door overstromingen en modderstromen in de Braziliaanse staat Rio de Janeiro.
  - 2019 - Hevige sneeuwval in de Beierse Alpen eist aan zeker twaalf mensen het leven.

- Criminaliteit en veiligheid
  - 2010 - Nadat hij schuld bekend heeft aan de moord op Shana Appeltans en Kevin Paulus, bekent Ronald Janssen ook de moord op de studente Annick Van Uytsel in 2007.

- Economie
  - 2007 - Vietnam wordt lid van de Wereldhandelsorganisatie, als 150ste.

- Kunst en cultuur
  - 2020 - De Gouden Ganzenveer wordt dit jaar uitgereikt aan Abdelkader Benali.

- Media
  - 1990 - NRC Handelsblad-fotograaf Rien Zilvold wint de Zilveren Camera 1989 voor zijn foto's van de revolutie in Roemenië. Theo van Houts van het weekblad Panorama is gekozen tot fotojournalist van het jaar.

- Oorlog
  - 1814 - Slag bij Hoogstraten - Het Franse leger wordt verslagen in een reeks confrontaties in de Noorderkempen in België.
  - 1942 - Japan verklaart Nederland de oorlog en valt Nederlands-Indië binnen.
  - 2013 - Frankrijk grijpt militair in in Mali om AQIM, dat machtig is in het zelfverklaard onafhankelijke noordelijke gebied Azawad, te bestrijden.
  - 2016 - Een Canadese man die vijf jaar geleden door de Taliban in Afghanistan is ontvoerd op beschuldiging van spionage is met behulp van Qatar bevrijd, aldus minister van Buitenlandse Zaken Stefan Dion.
  - 2024 - Zuid-Afrika daagt Israël voor het Internationaal Strafhof in Den Haag op beschuldiging van het schenden van het genocideverdrag van 1948 door het begaan van wreedheden jegens het Palestijnse volk in de Gazastrook.[1][2]

- Politiek
  - 1790 - Naar Amerikaans voorbeeld wordt in de Zuidelijke Nederlanden de "Republiek van de Verenigde Nederlandse Staten" of de "République des États belgiques unis" uitgeroepen.
  - 1890 - De Britse regering stelt Portugal voor een ultimatum wat betreft de Portugese aanwezigheid in Afrika.
  - 1950 - In Italië valt het vijfde kabinet van de christendemocraat Alcide De Gasperi.
  - 1979 - Milton Obote, die acht jaar eerder door Idi Amin is afgezet als staatshoofd van Oeganda, roept vanuit zijn ballingsoord in Tanzania de Oegandezen op tot een algemene opstand tegen Amin, die hij beticht van "geïnstitutionaliseerd gangsterdom".
  - 2013 - De inwoners van Tsjechië trekken voor het eerst naar de stembus om zelf rechtstreeks een president te kiezen.

- Religie
  - 1951 - Oprichting van de Rooms-katholieke Bisschoppelijke Hiërarchie in Zuid-Afrika met vier aartsbisdommen en zestien bisdommen. Tot de kerkprovincies behoren ook Basutoland en Swaziland met elk een bisdom.

- Sport
  - 1953 - De Oostenrijkse schansspringer Sepp Bradl wint de eerste editie van het Vierschansentoernooi.
  - 2009 - Schaatser Sven Kramer wordt eerste op het EK Allround in Heerenveen.
  - 2012 - Voetballer Matías Suárez van RSC Anderlecht neemt in het Casino-Kursaal in Oostende de Belgische Gouden Schoen 2011 in ontvangst.

- Wetenschap en technologie
  - 1787 - William Herschel ontdekt de eerste twee manen van Uranus: Oberon en Titania.[3]
  - 1820 - In Frankrijk wordt het eerste roestvrij staal geproduceerd.
  - 1935 - Amelia Earhart vliegt als eerste solo over de Grote Oceaan.

## Geboren

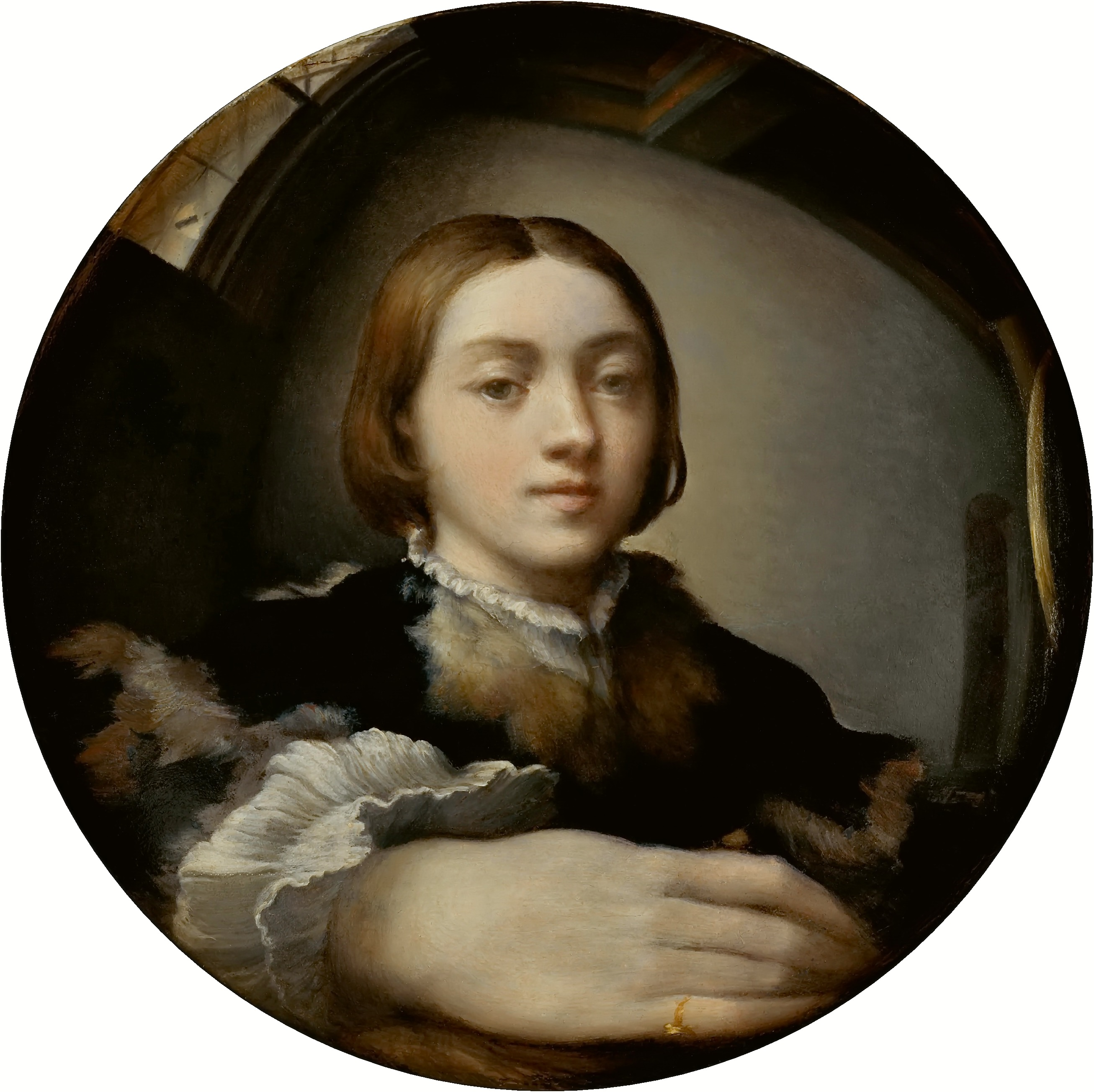
Parmagianino,
geboren in 1503

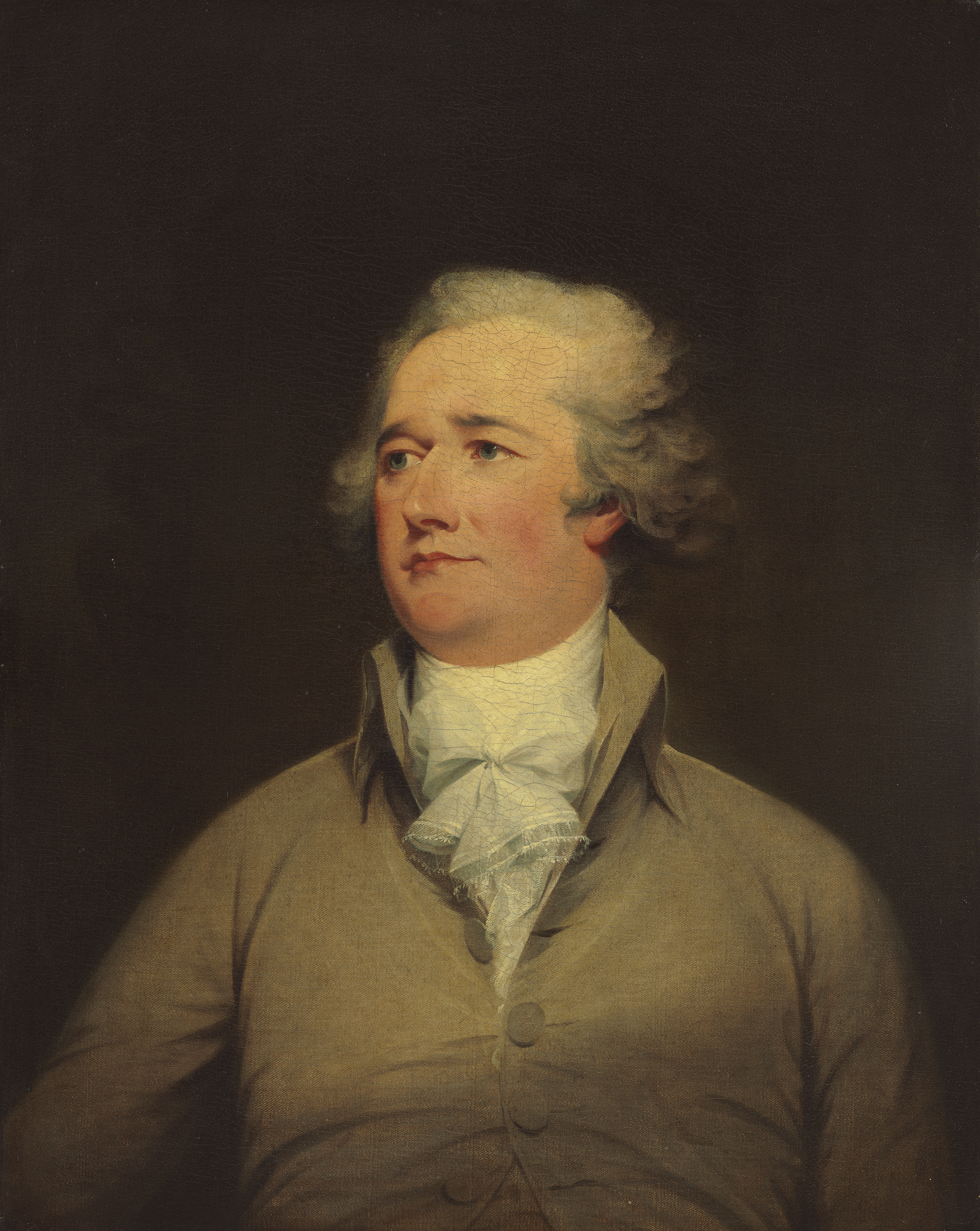
Alexander Hamilton,
geboren in 1755

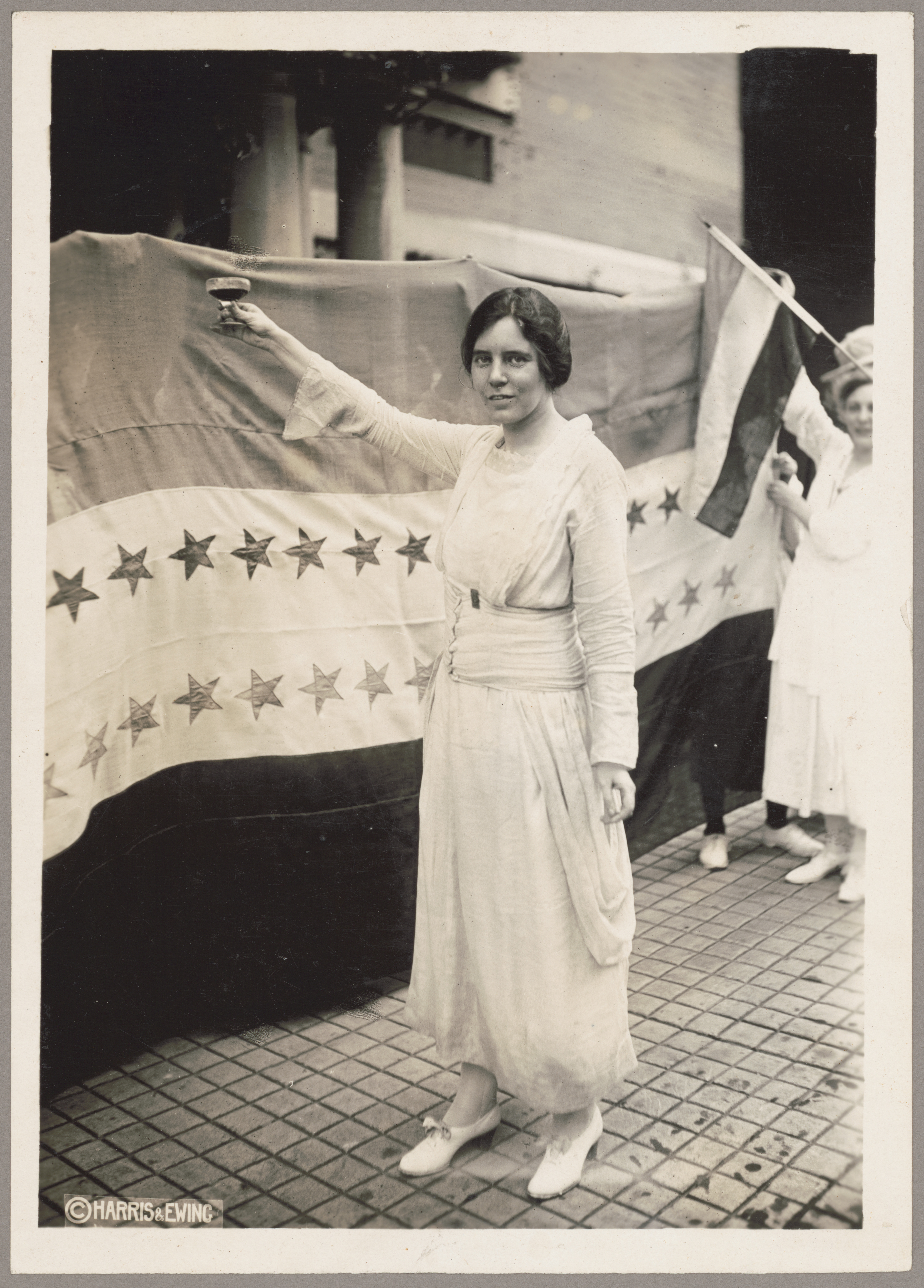
Alice Paul,
geboren in 1885

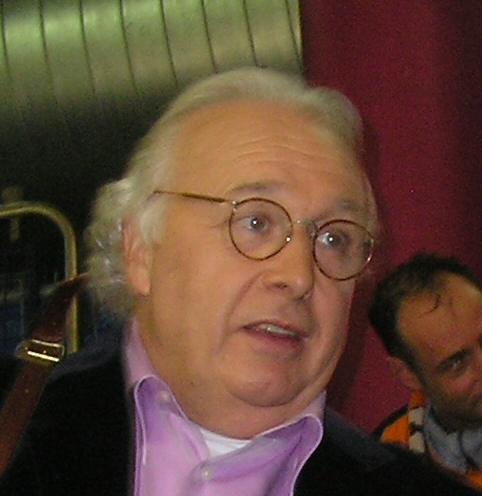
Mart Smeets,
geboren in 1947

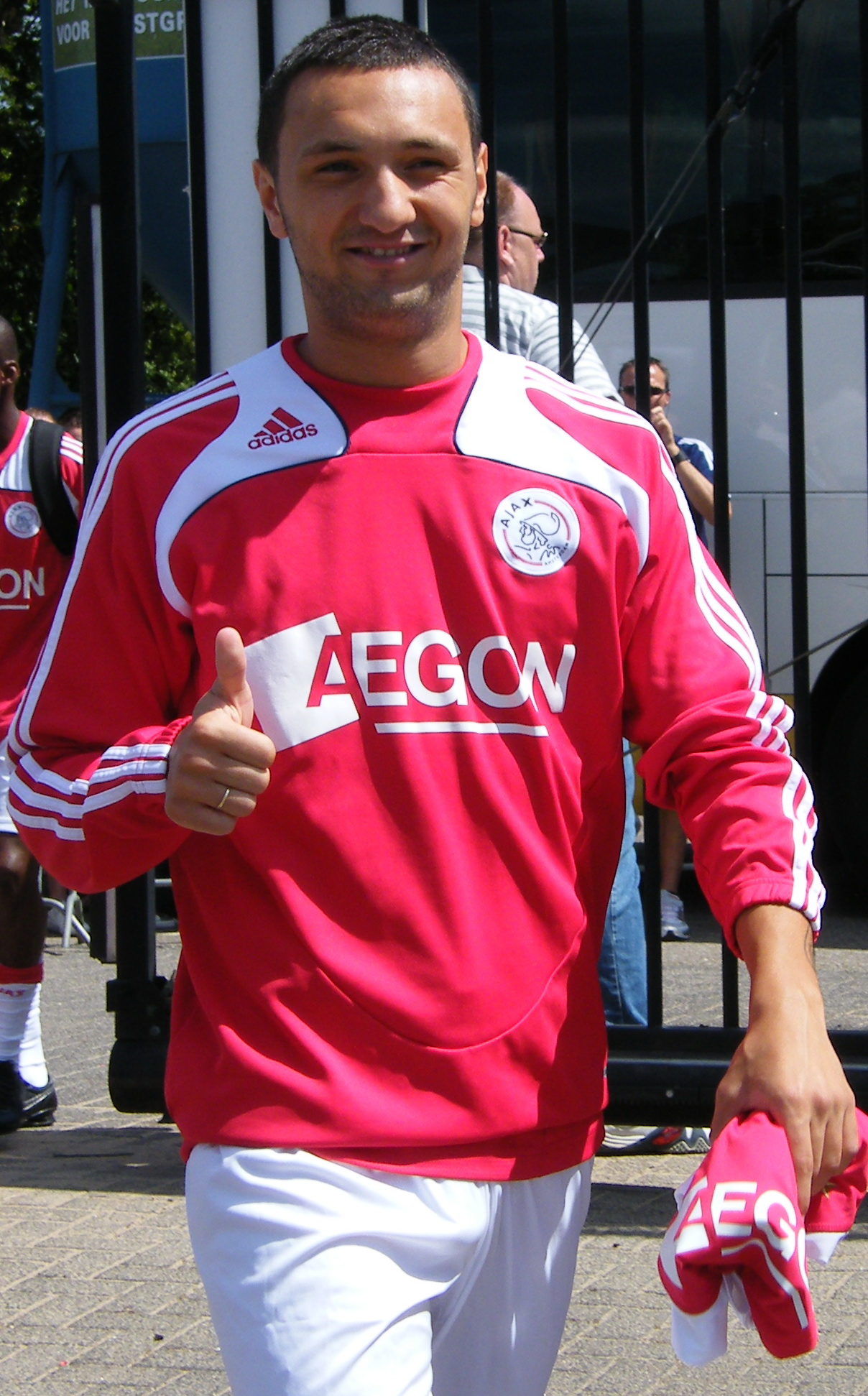
Darko Bodul,
geboren in 1989

- 1395 - Michelle van Valois, dochter van Karel VI en eerste echtgenote van Filips de Goede (overleden 1422)
- 1503 - Parmigianino, Italiaans schilder en etser (overleden 1540)
- 1746 - William Curtis, Engels botanicus en entomoloog (overleden 1799)
- 1755 - Alexander Hamilton, Amerikaans politicus (overleden 1804)
- 1759 - Vincenzo Lunardi, Italiaans uitvinder (overleden 1806)
- 1815 - Sir John Macdonald, eerste minister-president van Canada (overleden 1891)
- 1842 - William James, Amerikaans filosoof en psycholoog (overleden 1910)
- 1843 - C.Y. O'Connor, Iers ingenieur en ontwerper van belangrijke projecten in West-Australië (overleden 1902)
- 1851 - Higinio Benitez, Filipijns rechter en revolutionair (overleden 1928)
- 1856 - Christian Sinding, Noors componist, muziekpedagoog en violist (overleden 1941)
- 1858 - William Schaus, Amerikaans entomoloog (overleden 1942)
- 1859 - Romain Steppe, Belgisch kunstschilder (overleden 1927)
- 1867 - Edward B. Titchener, Amerikaans psycholoog (overleden 1927)
- 1867 - Joseph Verhelst, Belgisch politicus (overleden 1943)
- 1870 - Alexander Stirling Calder, Amerikaans beeldhouwer (overleden 1945)
- 1875 - Reinhold Glière, Russisch componist (overleden 1956)
- 1885 - Alice Paul, Amerikaans vrouwenrechtenactiviste (overleden 1977)
- 1886 - Frits Koolhoven, Nederlands autobouwer, coureur, vliegtuigontwerper en luchtvaartpionier (overleden 1946)
- 1887 - Aldo Leopold, Amerikaans ecoloog en natuurbeschermer (overleden 1948)
- 1892 - Eugenio Garza Sada, Mexicaans zakenman (overleden 1973)
- 1897 - Herman De Vos, Belgisch onderwijzer en sociaal werker (overleden 1944)
- 1897 - Gerard Neels, Belgisch senator (overleden 1968)
- 1898 - George Zorab, Nederlands parapsycholoog (overleden 1990)
- 1901 - Andries Copier, Nederlands ontwerper en glaskunstenaar (overleden 1991)
- 1902 - Maurice Duruflé, Frans componist (overleden 1986)
- 1903 - Otto Hoogesteijn, Nederlands zwemmer (overleden 1966)
- 1903 - Domenico Piemontesi, Italiaans wielrenner (overleden 1987)
- 1905 - Honorata de la Rama, Filipijns zangeres en actrice (overleden 1991)
- 1906 - Albert Hofmann, Zwitsers scheikundige (overleden 2008)
- 1911 - Eduardo Frei Montalva, Chileens politicus (overleden 1982)
- 1915 - Luise Krüger, Duits atlete (overleden 2001)
- 1922 - Joop Beljon, Nederlands beeldhouwer (overleden 2002)
- 1922 - William Turnbull, Schots beeldhouwer en kunstschilder (overleden 2012)
- 1923 - Ernst Nolte, Duits historicus (overleden 2016)
- 1923 - Carroll Shelby, Amerikaans auto-ontwerper en coureur (overleden 2012)
- 1924 - Don Cherry, Amerikaans golfspeler/zanger (overleden 2018)
- 1924 - Roger Guillemin, Frans-Amerikaans endocrinoloog en Nobelprijswinnaar (overleden 2024)
- 1924 - Jack Parry, Welsh voetballer (overleden 2010)
- 1925 - Mance Post, Nederlands illustratrice (overleden 2013)
- 1926 - Kurt Löb, Nederlands kunstenaar (overleden 2015)
- 1926 - Balt de Winter, Nederlands politicus (overleden 2013)
- 1929 - Ada Willenberg, Pools-Israëlisch overlevende van de Holocaust
- 1930 - Witold Skaruch, Pools acteur (overleden 2010)
- 1932 - Alfonso Arau, Mexicaans acteur/regisseur/scenarist/producent
- 1933 - Adèle Bloemendaal, Nederlands actrice en zangeres (overleden 2017)
- 1933 - Bruno Spaggiari, Italiaans motorcoureur
- 1934 - Jean Chrétien, Canadees politicus/ex-premier
- 1934 - Tony Hoare, Brits informaticus
- 1934 - Mitch Ryan, Amerikaans acteur (overleden 2022)
- 1934 - Sylvain Tack, Belgisch ondernemer, radiomaker, muziekuitgever (overleden 2006)
- 1935 - Melvyn Hayes, Engels acteur
- 1935 - Ghita Nørby, Deens actrice
- 1936 - Mohamed El Gourch, Marokkaans wielrenner (overleden 2015)
- 1938 - Fischer Black, Amerikaans econoom (overleden 1995)
- 1938 - Julien Put, Belgisch radiopresentator (overleden 2005)
- 1939 - Wim Dik, Nederlands politicus en bestuurder (overleden 2022)
- 1940 - Andres Tarand, Ests politicus en premier
- 1941 - Gérson de Oliveira Nunes, Braziliaans voetballer
- 1941 - Ria Verschaeren, Belgisch actrice (overleden 2023)
- 1943 - Eduardo Mendoza, Spaans schrijver
- 1943 - Edwin Rutten, Nederlands zanger en presentator
- 1944 - Karel Soudijn, Nederlands psycholoog en dichter
- 1946 - John Piper, Amerikaans predikant en theoloog
- 1946 - Lou Deprijck, Belgisch zanger (overleden 2023)
- 1946 - Naomi Judd, Amerikaans zangeres (duo The Judds) (overleden 2022)
- 1947 - Carry Geijssen, Nederlands schaatsster
- 1947 - Mart Smeets, Nederlands (sport)journalist, presentator en publicist
- 1950 - Theu Boermans, Nederlands schrijver, regisseur en acteur
- 1950 - Kees ter Bruggen, Nederlands danseres, fotomodel en actrice
- 1951 - Hans Wijers, Nederlands politicus en topman
- 1952 - Leen Barth, Nederlands voetballer
- 1952 - Bille Brown, Australisch acteur (overleden 2013)
- 1952 - Lee Ritenour, Amerikaans jazzgitarist
- 1953 - John Sessions, Schots acteur en komiek (overleden 2020)
- 1953 - Genio de Groot, Nederlands acteur
- 1954 - Kailash Satyarthi, Indiaas mensenrechtenactivist en Nobelprijswinnaar
- 1956 - Willi Girmes, Duits partyzanger en entertainer
- 1957 - Claude Criquielion, Belgisch wielrenner (overleden 2015)
- 1957 - Bryan Robson, Engels voetballer en voetbalcoach
- 1958 - Karel van Oosterom, Nederlands diplomaat
- 1960 - Luc Morjaeu, Belgisch stripauteur
- 1961 - Lars-Erik Torph, Zweeds rallyrijder (overleden 1989)
- 1962 - Ruud Bossen, Nederlands voetbalscheidsrechter
- 1962 - Martin Sitalsing, Nederlands politiefunctionaris
- 1962 - Jan Staaf, Zweeds atleet
- 1963 - Roland Wohlfarth, Duits voetballer
- 1964 - Torstein Aagaard-Nilsen, Noors componist
- 1965 - Roland Scholten, Nederlands darter
- 1965 - Giorgio Vismara, Italiaans judoka
- 1966 - Jouke Dantuma, Nederlands voetballer
- 1966 - Edwin Post, Nederlands voetballer
- 1967 - Jörg Kalt, Duits journalist, filmregisseur en scriptschrijver (overleden 2007)
- 1967 - Marc Oortman, Nederlands priester
- 1967 - Monika Sie Dhian Ho, Nederlands politicologe
- 1968 - Salih Özcan, Duits voetballer
- 1969 - Eric Corton, Nederlands muzikant, acteur en presentator
- 1969 - René Kolmschot, Nederlands voetballer en voetbaltrainer
- 1971 - Mary J. Blige, Amerikaans zangeres
- 1971 - Paul Johnson, Amerikaans deejay en producer (overleden 2021)
- 1971 - Tom Ward, Welsh acteur
- 1972 - Mathias Énard, Frans schrijver
- 1972 - Amanda Peet, Amerikaans actrice
- 1973 - Joanna Brodzik, Pools actrice
- 1973 - Rockmond Dunbar, Amerikaans acteur
- 1973 - Mark Dudbridge, Engels darter
- 1974 - Jens Nowotny, Duits voetballer
- 1975 - Eskil Ervik, Noors schaatser
- 1975 - Liu Hongyu, Chinees atlete
- 1975 - Pjotr Kiriakov, Russisch schaker
- 1975 - Matteo Renzi, Italiaans politicus en premier
- 1977 - Christian Bauer, Frans schaker
- 1977 - Anni Friesinger, Duits schaatsster
- 1977 - Antti Pohja, Fins voetballer
- 1978 - Malik Bouziane, Algerijns bokser
- 1978 - Michael Duff, Noord-Iers voetballer
- 1978 - Paul Edwards, Amerikaans autocoureur
- 1978 - Joan Lino Martínez, Spaans verspringer
- 1978 - Adepero Oduye, Amerikaans actrice
- 1979 - Wyatt Allen, Amerikaans roeier
- 1979 - Kari Mette Johansen, Noors handbalster
- 1979 - Tressor Moreno, Colombiaans voetballer
- 1980 - Mieke de Boer, Nederlands dartster
- 1980 - Geovanni Deiberson Mauricio, Braziliaans voetballer
- 1980 - Rocky Moran Jr., Amerikaans autocoureur
- 1981 - Xavier De Baerdemaker, Belgisch atleet
- 1981 - Jamelia, Brits zangeres
- 1981 - Jenny Lampa, Zweeds actrice en filmproducente
- 1981 - Antoine Peters, Nederlands modeontwerper
- 1982 - Nejc Kajtazović, Sloveens voetbalscheidsrechter
- 1982 - PJ Ladd, Amerikaans skateboarder
- 1982 - Emel Mathlouthi, Tunesisch zangeres
- 1983 - Kaisa Mäkäräinen, Fins biatlete
- 1983 - Adrian Sutil, Duits autocoureur
- 1984 - Heamin Choi, Zuid-Koreaans autocoureur
- 1984 - Maria Elena Kiriakou, Cypriotisch zangeres
- 1984 - Patrick Küng, Zwitsers alpineskiër
- 1984 - Filip Salaquarda, Tsjechisch autocoureur
- 1984 - Stijn Schaars, Nederlands voetballer
- 1985 - King Koyeba, Surinaams dancehall-reggaezanger
- 1985 - Kazuki Nakajima, Japans autocoureur
- 1985 - Elfje Willemsen, Belgisch atlete en bobsleester
- 1987 - Cláudio Pereira, Portugees voetbalscheidsrechter
- 1987 - Jamie Vardy, Engels voetballer
- 1988 - Nisha Madaran, Surinaams zangeres en songwriter
- 1988 - Oliver Oakes, Brits autocoureur
- 1988 - Josh Schneider, Amerikaans zwemmer
- 1989 - Mustafa Amezrine, Nederlands-Marokkaans voetballer
- 1989 - Darko Bodul, Kroatisch voetballer
- 1989 - Sammy Carlson, Amerikaans freestyleskiër
- 1990 - Ismaily Gonçalves dos Santos (Ismaily), Braziliaans voetballer
- 1990 - Natalia Krakowiak, Pools actrice en zangeres
- 1990 - Mike Scholten, Nederlands voetballer
- 1991 - Bekim Balaj, Albanees voetballer
- 1991 - Andrea Bertolacci, Italiaans voetballer
- 1991 - Lorenzo Burnet, Nederlands-Surinaams voetballer
- 1991 - Xu Tianlongzi, Chinees zwemster
- 1992 - Filip Bradarić, Kroatisch voetballer
- 1992 - Daniel Carvajal, Spaans voetballer
- 1993 - Amelie Albrecht, Belgisch stand-upcomedian
- 1993 - Jesper Drost, Nederlands voetballer
- 1993 - Manuel Faißt, Duits Noordse combinatieskiër
- 1993 - Michael Keane, Engels voetballer
- 1993 - William Keane, Iers-Engels voetballer
- 1993 - Julian Lüftner, Oostenrijks snowboarder
- 1994 - Yaël Eisden, Nederland-Curaçaos voetballer
- 1994 - Kevin Gomez Nieto, Nederlands-Spaans voetballer
- 1994 - Guillaume Hubert, Belgisch voetballer
- 1994 - Elvio van Overbeek, Nederlands-Angolees voetballer
- 1994 - Valerio Verre, Italiaans voetballer
- 1994 - Jamie Watt, Nederlands-Schots voetballer
- 1994 - Noah Zeeuw, Nederlands youtuber
- 1995 - Samuel Gustafson, Zweeds voetballer
- 1995 - Simon Gustafson, Zweeds voetballer
- 1995 - Wolke Janssens, Belgisch voetballer
- 1995 - David Rivière, Frans wielrenner
- 1995 - Sam Strijbosch, Nederlands voetballer
- 1995 - Tibeau Swinnen, Belgisch voetballer
- 1996 - Diadie Samassékou, Malinees voetballer
- 1996 - Leroy Sané, Duits-Frans voetballer
- 1996 - Ulisses Garcia, Portugees voetballer
- 1996 - Stef Gronsveld, Nederlands voetballer
- 1996 - David Sambissa, Gabonees-Frans voetballer
- 1997 - Joahnys Argilagos, Cubaans bokser
- 1997 - Pit Leyder, Luxemburgs wielrenner
- 1997 - Demetri Mitchell, Engels voetballer
- 1997 - Cody Simpson, Australisch pop- en R&B-zanger en songwriter
- 1998 - Élisa De Almeida, Frans voetbalster
- 1998 - Reeve Frosler, Zuid-Afrikaans voetballer
- 1998 - Natnael Mebrahtom, Eritrees wielrenner
- 1998 - Salih Özcan, Turks-Duits voetballer
- 1998 - Rubin Seigers, Belgisch voetballer
- 2000 - Björn Seeliger, Zweeds zwemmer
- 2000 - Marrit Steenbergen, Nederlands zwemster
- 2002 - Jarne Teulings, Belgisch voetbalster
- 2003 - Britte Stuut, Nederlands volleybalster
- 2004 - Marko Bošnjak, Kroatisch zanger
- 2005 - Teo Briones, Amerikaans acteur
- 2006 - Tygo Land, Nederlands voetballer
- 2008 - Sean Steur, Nederlands voetballer

## Overleden
- 705 - Paus Johannes VI
- 782 - Kōnin (72), Japans keizer

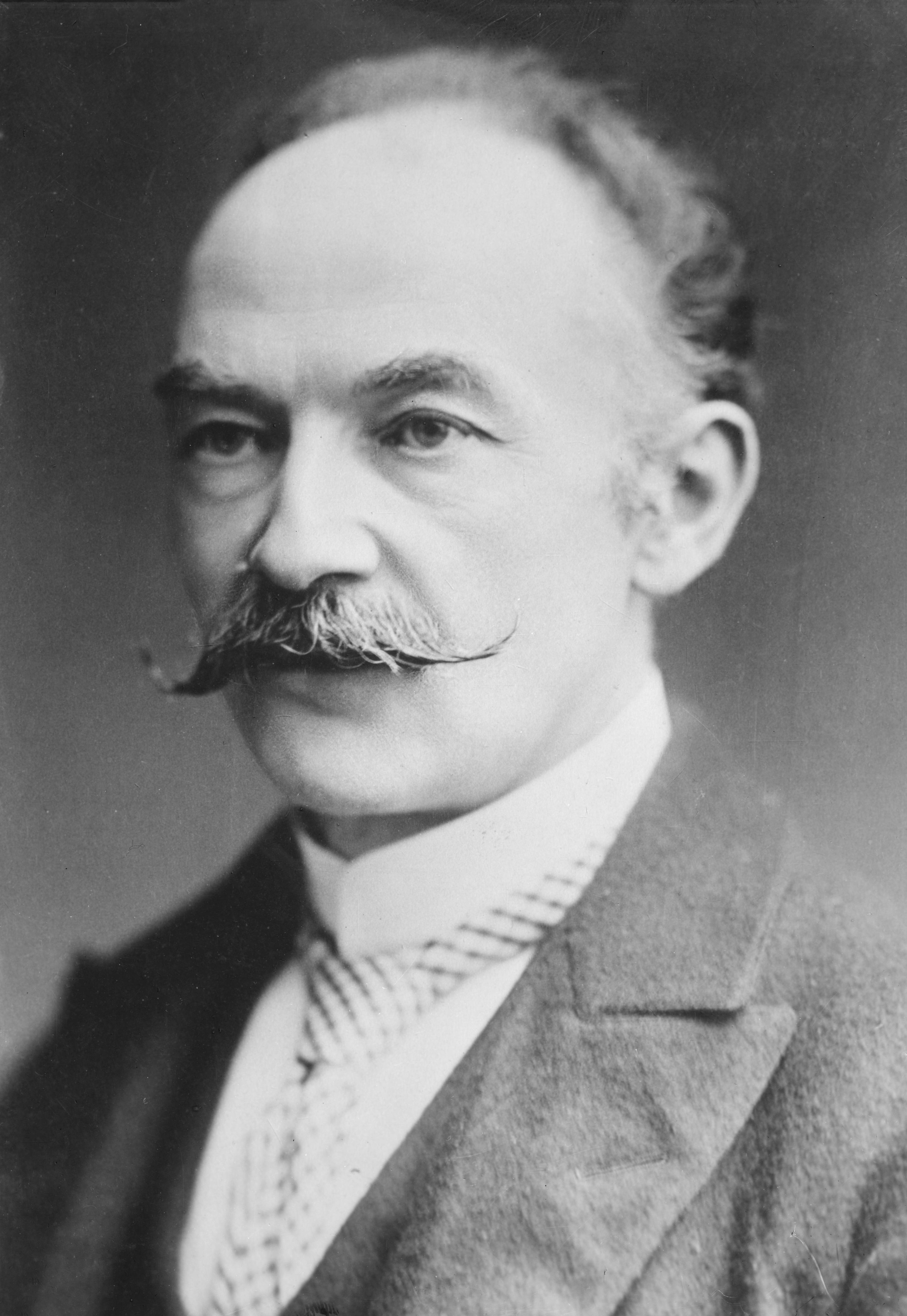
Thomas Hardy
overleden in 1928

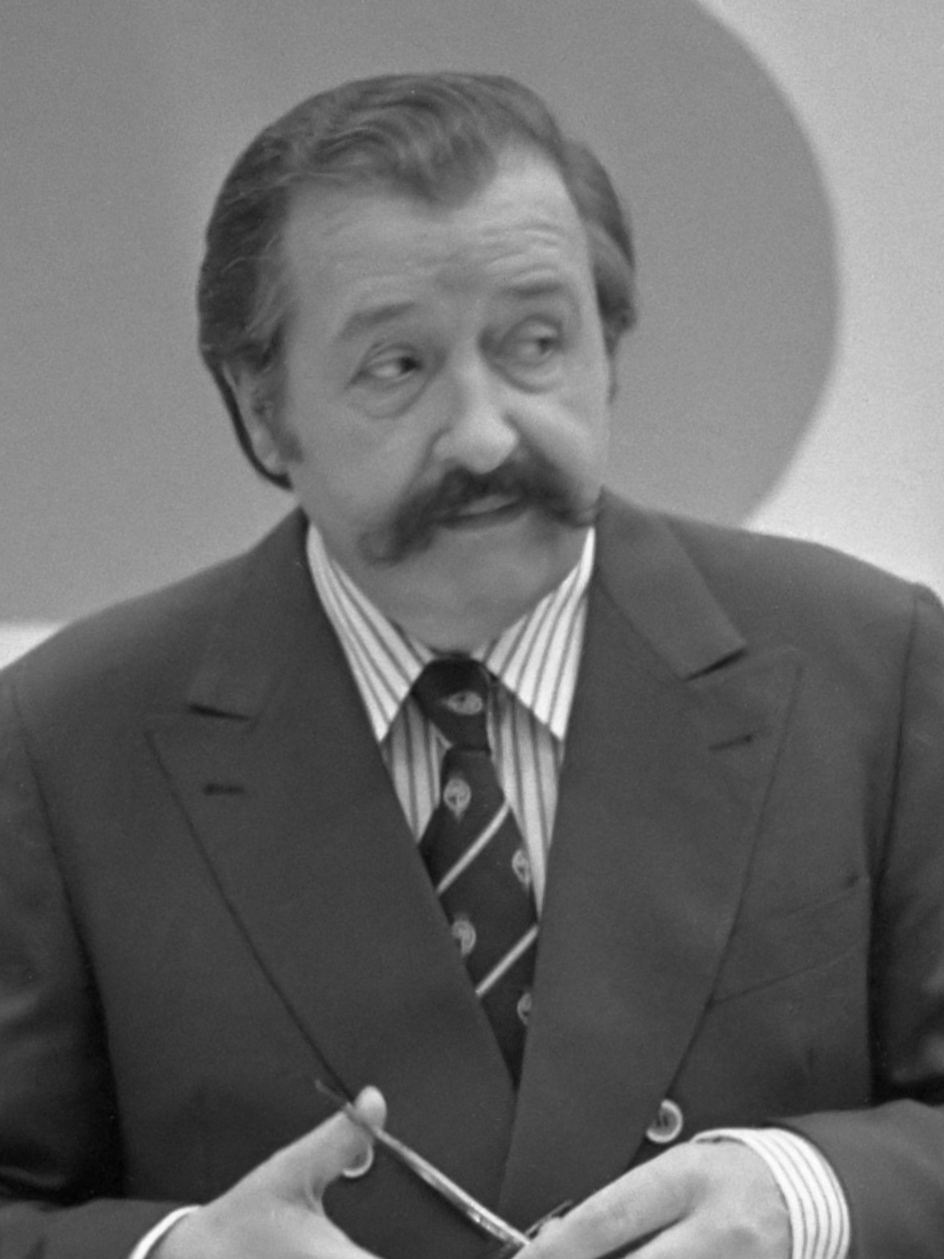
Peter Knegjens
overleden in 1996

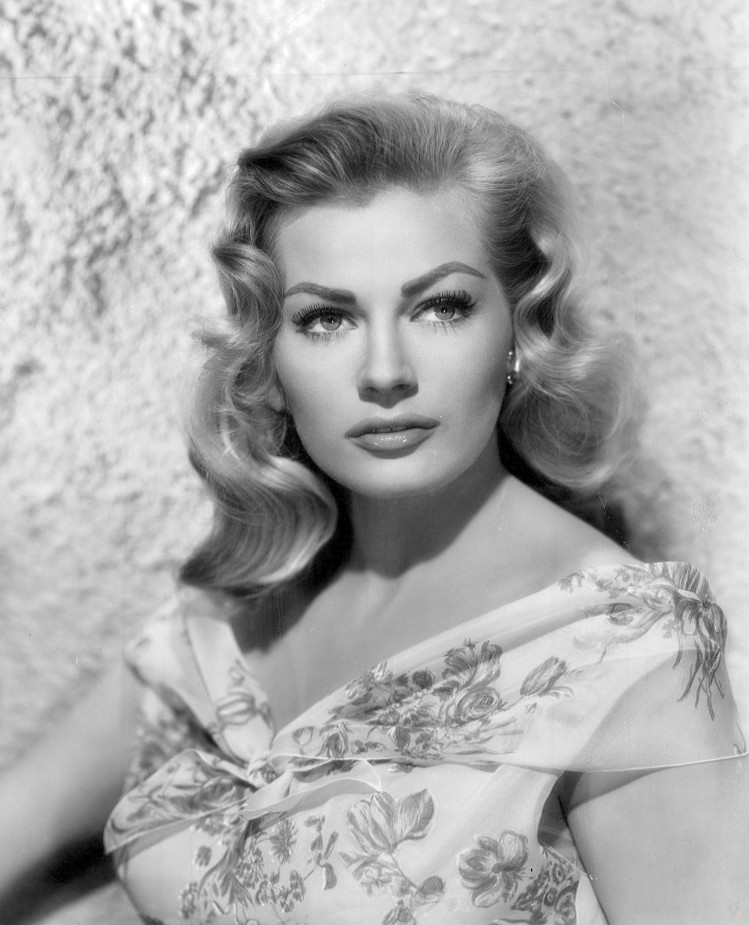
Anita Ekberg
overleden in 2015

- 1443 - La Hire (53), Frans edelman en militair leider
- 1568 - Balthasar van Nassau-Idstein (47), graaf van Nassau-Idstein
- 1641 - Franciscus Gomarus (77), Nederlands theoloog
- 1829 - Friedrich von Schlegel (56), Duits schrijver
- 1843 - Francis Scott Key (63), Amerikaans advocaat en dichter
- 1914 - Pieter Willem Steenkamp (73), Nederlands militair, brandweercommandant en politiefunctionaris
- 1928 - Thomas Hardy (87), Engels schrijver
- 1935 - Marcella Sembrich (76), Pools operazangeres
- 1941 - Emanuel Lasker (72), Duits schaker
- 1950 - Rudolf Spaander (55), Nederlands voetballer en atleet
- 1951 - Johannes Boelstra (64), Nederlands politiefunctionaris
- 1954 - Oscar Straus (83), Oostenrijks-Frans componist
- 1960 - Lambert Beauduin (86), Belgisch benedictijn
- 1962 - György Orth (60), Hongaars voetballer en voetbaltrainer
- 1965 - Else Lindorfer (48), Nederlands kunstschilder
- 1966 - Alberto Giacometti (64), Zwitsers beeldhouwer en schilder
- 1966 - Hannes Kolehmainen (76), Fins atleet en olympisch kampioen
- 1981 - Beulah Bondi (91), Amerikaans actrice
- 1985 - Anton Sipman (78), Nederlands molendeskundige, schrijver en tekenaar
- 1991 - Carl Anderson (85), Amerikaans natuurkundige
- 1995 - Denis Neville (79), Engels voetballer
- 1996 - Peter Knegjens (79), Nederlands sportverslaggever, presentator en reclamemaker
- 1999 - Fabrizio De André (58), Italiaans zanger en liedjesschrijver
- 2001 - Wanda Jean Allen (41), Amerikaans moordenares
- 2001 - Thomas Delahaye (57), Belgisch politicus
- 2001 - Maurits Goossens (86), Belgisch acteur
- 2001 - James Hill (84), Amerikaans filmproducent
- 2001 - Vera Konstantinova van Rusland (94), lid Russische tsarenfamilie
- 2002 - Gerrit Brokx (68), Nederlands politicus
- 2002 - Jan Burssens (76), Belgisch kunstschilder
- 2003 - Mickey Finn (55), Brits drummer
- 2005 - Fabrizio Meoni (47), Italiaans motorcoureur
- 2006 - Eric Namesnik (35), Amerikaans zwemmer
- 2006 - Mark Spoon (39), Duits muziekproducent
- 2006 - Rinus de Vries (89), Nederlands voetballer
- 2007 - Cas Baas (79), Nederlands Bevelhebber der Luchtstrijdkrachten
- 2008 - Edmund Hillary (88), Nieuw-Zeelands bergbeklimmer, avonturier en filantroop
- 2009 - Godert van Colmjon (65), Nederlands journalist en zanger
- 2009 - Pío Laghi (86), Italiaans curiekardinaal
- 2009 - Tom O'Horgan (84), Amerikaans theaterregisseur
- 2010 - Miep Gies (100), Nederlandse die in de Tweede Wereldoorlog hulp verleende aan Anne Frank en haar familie op hun onderduikadres
- 2010 - Éric Rohmer (89), Frans filmregisseur en scenarioschrijver
- 2012 - Gilles Jacquier (43), Frans journalist
- 2012 - Sieto Mellema (91), Nederlands burgemeester
- 2013 - Aaron Swartz (26), Amerikaans programmeur en internetactivist
- 2014 - Arnoldo Foà (97), Italiaans acteur
- 2014 - Ariel Sharon (85), Israëlisch premier
- 2015 - Jenő Buzánszky (89), Hongaars voetballer
- 2015 - Anita Ekberg (83), Zweeds actrice
- 2015 - Fritz Pott (75), Duits voetballer
- 2016 - David Margulies (78), Amerikaans acteur
- 2016 - Gunnel Vallquist (97), Zweeds schrijfster en criticus
- 2017 - François Van der Elst (62), Belgisch voetballer
- 2018 - Edgar Ray Killen (92), Amerikaans crimineel
- 2019 - Michael Atiyah (89), Brits-Libanees wiskundige
- 2019 - Bram Grisnigt (95), Nederlands verzetsstrijder
- 2020 - Tom Belsø (77), Deens autocoureur
- 2020 - Ben Muthofer (82), Duits beeldhouwer en graficus
- 2020 - Gerard Wijnen (89), Nederlands architect
- 2021 - Sheldon Adelson (87), Amerikaans magnaat
- 2021 - Kathleen Heddle (55), Canadees roeister
- 2021 - Howard Johnson (79), Amerikaans jazztubaïst, -saxofonist, componist en arrangeur
- 2021 - Davit Chachaleisjvili (49), Georgisch judoka
- 2021 - William Thornton (90), Amerikaans astronaut
- 2021 - Johan Gerhard Wilbrenninck (84), Nederlands diplomaat
- 2022 - Anatoli Aljabjev (70), Sovjet-Russisch biatleet
- 2022 - Ahmet Çalık (27), Turks voetballer
- 2022 - Jerry Crutchfield (87), Amerikaans musicus
- 2022 - Louis Dupré (96), Belgisch filosoof en hoogleraar
- 2022 - David Sassoli (65), Italiaans journalist en politicus
- 2023 - Charles Kimbrough (86), Amerikaans acteur
- 2023 - Tatjana Patitz (56), Duits model
- 2023 - Theo van Zee (81), Nederlands korfballer en korfbalcoach
- 2024 - Alex Boeye (89), Belgisch zanger en gitarist
- 2024 - Bram Tuinzing (75), Nederlands roeier, chirurg en hoogleraar
- 2024 - Arie van der Valk (94), Nederlands ondernemer
- 2025 - Rein Jan Hoekstra (83), Nederlands jurist
- 2025 - Tiny Ruijs (67), Nederlands voetballer en voetbaltrainer

## Viering/herdenking
- Rooms-katholieke kalender:
  - Heilige Theodosius de Cenobiarch († 529)
  - Heilige Vital van Gaza († 625)
  - Heilige Salvius van Amiens († c. 625)
  - Heilige Honorata (van Pavia) († c. 500)
  - Heilige Hyginus († c. 140)
  - Heilige Thomas van Cori († 1729)
  - Zalige Dankaard van Veurne († 1367)

## Weerextremen

### Nederland
| | Officiële records | Officiële records | Officiële records |      | Landelijke records | Landelijke records | Landelijke records   |
| Gebeurtenis | Jaar              | Extreem           | Locatie           | Jaar | Extreem            | Locatie            |                      |
| --- | ----------------- | ----------------- | ----------------- | ---- | ------------------ | ------------------ | -------------------- |
| Laagste etmaalgemiddelde temperatuur (°C) | 1987              | −11,3             | De Bilt           |      | 1963               | −15,3              | Leeuwarden           |
| Hoogste etmaalgemiddelde temperatuur (°C) | 1946              | 11,3              | De Bilt           |      | 1946               | 11,4               | Maastricht           |
| Laagste minimumtemperatuur (°C) | 1987              | −13,3             | De Bilt           |      | 1963               | −19,7              | Leeuwarden           |
| Hoogste minimumtemperatuur (°C) | 1976              | 8,9               | De Bilt           |      | 1946               | 10,1               | Maastricht           |
| Laagste maximumtemperatuur (°C) | 1987              | −9,0              | De Bilt           |      | 1940 1987          | −9,6               | Eelde Eelde, Twenthe |
| Hoogste maximumtemperatuur (°C) | 1946              | 12,7              | De Bilt           |      | 2008               | 12,8               | Maastricht           |
| Hoogste uurgemiddelde windsnelheid (m/s) | 1920              | 18,5              | De Bilt           |      | 1920               | 28,8               | Vlissingen           |
| Hoogste windstoot (m/s) | 1974              | 27,3              | De Bilt           |      | 2007               | 32,0               | Cadzand              |
| Langste zonneschijnduur (uur) | 1942              | 7,4               | De Bilt           |      | 1942               | 7,4                | De Bilt, Vlissingen  |
| Langste neerslagduur (uur) | 1951              | 14,9              | De Bilt           |      | 1993               | 20,0               | Maastricht           |
| Hoogste etmaalsom van de neerslag (mm) | 1948              | 17,9              | De Bilt           |      | 1993               | 23,4               | Maastricht           |
| Laagste etmaalgemiddelde relatieve vochtigheid (%) | 1971              | 52                | De Bilt           |      | 1971               | 50                 | Soesterberg          |
| Laagste uurwaarde luchtdruk op zeeniveau (hPa) | 1958              | 971,5             | De Bilt           |      | 1958               | 970,9              | Soesterberg          |
| Hoogste uurwaarde luchtdruk op zeeniveau (hPa) | 1980              | 1040,8            | De Bilt           |      | 1940               | 1043,0             | Eelde                |
| Officiële records worden altijd gemeten op het KNMI-weerstation in De Bilt. Landelijke records kunnen worden gemeten op elk officieel KNMI-weerstation in Nederland. |                   |                   |                   |      |                    |                    |                      |

Uitzonderlijke gebeurtenissen
- 2023 - Officieel hoogste windstoot in m/s van januari dit jaar gemeten in De Bilt: 20,0
- 2024 - Officieel laagste minimumtemperatuur in °C van het jaar gemeten in De Bilt: −7,6 (voorlopig)
- 2024 - Officieel laagste minimumtemperatuur in °C van januari dit jaar gemeten in De Bilt: −7,6 (voorlopig)

### België
Dagrecords
- 1963 en 1987 - Laagste etmaalgemiddelde temperatuur −9,9 °C
- 1946 - Hoogste etmaalgemiddelde temperatuur 10,6 °C
- 1838 - Laagste minimumtemperatuur −13,3 °C
- 1946 - Hoogste maximumtemperatuur 13,3 °C
- 1920 - Hoogste etmaalsom van de neerslag 16,8 mm

Uitzonderlijke gebeurtenissen
- 1982 - 18 cm sneeuw in Ukkel.
- 1993 - Neerslaghoeveelheid in 24 uur: 95 mm in Libramont.

<< · 1 · 2 · 3 · 4 · 5 · 6 · 7 · 8 · 9 · 10 · 11 · 12 · 13 · 14 · 15 · 16 · 17 · 18 · 19 · 20 · 21 · 22 · 23 · 24 · 25 · 26 · 27 · 28 · 29 · 30 · 31 · >>